# خورشیدگرفتگی ۳ فوریه ۱۹۱۶
خورشیدگرفتگی ۳ فوریه ۱۹۱۶ (به انگلیسی: Solar eclipse of February 3, 1916) یک خورشیدگرفتگی از نوع خورشیدگرفتگی کامل است. این خورشیدگرفتگی در تاریخ ۳ فوریهٔ ۱۹۱۶ میلادی (‎۱۳ بهمن ۱۲۹۴ خورشیدی) روی داد که زمان اوج آن، ساعت ۱۶:۰۰:۲۱ به‌وقت ساعت هماهنگ جهانی بوده‌است. مدت زمان و طول این خورشیدگرفتگی ۲ دقیقه و ۳۶ ثانیه بود.